# Duklja (grad)
Duklja (latinski: Doclea, crnogorski: Дукља) je najznačajniji urbani centar za rimskoga razdoblja na području suvremene Crne Gore, u okolici Podgorice, u okviru provincije Prevalis.
Od 69. Duklja spominje se kao municipij pod Flavijevcima, a izuzetan strateški položaj dobila je za vrijeme Vespazijana i kasnije.

## Položaj
Grad Duklja nalazi se u ravnici, između ušća rijeka Zete i Morače, te ušća rječice Širalije u Zetu. Bio je opasan snažnim bedemima, pojačan s kulama.
Kopnena je veza bila jedino prema istočnoj strani gdje su, na Morači i Širaliji, bili podignuti mostovi radi izlaska na glavnu rimsku komunikaciju koja je tuda prolazila Via Narona.

## Naziv
Ime grada Duklje potječe od ilirskoga plemena Dokleata (izvorno Docleates) koje je imalo naselja sjeverozapadno od grada, prema današnjem Nikšiću. Prvi se puta Duklja spominje kao Dioklija kod Ptolomeja sredinom 2. stoljeća.

## Car Dukljanin
U 4. stoljeću Duklju (Diokliju) Aurelije Viktor iznosi tvrdnju kako je ona rodno mjesto Diklecijanovo.
Povjesnica za takvo što ne nalazi pouzdana dokaza, premda u crnogorskoj narodnoj predaji postoji legenda o Caru Dukljaninu koji je progonio kršćane.

## Unutarnji izgled
Plan grada Duklje imao je oblik nepravilnog višekutnika što je odraz konfiguracije terena na kojem se nalazio, a koji je omeđen rijekama.
Grad su uzduž i poprijeko presijecale dvije glavne ulice. U točki njihova presjecanja nalazio se glavni gradski trg - forum.
U gradu Duklji postojala je trijumfalna kapija (slavoluk), hramovi, palače, stambene zgrade, kapije na izlazima grada, bazilika na forumu, sporedne uređene ulice. Glavni vodovod dolazio je s rijeke Cijevne, no misli se kako je postojao i vodovod doveden s rijeke Širalije.
Jedna se nekropola nalazila na južnom dijelu grada, a druga na sjeveroistočnoj strani, na mjestu zvanom Lovišta.
Duklja je bila važan trgovački, financijski, politički i kulturni centar.

## Slaveniziranje Duklje
Oko 401. godine grad Duklju su opustošili Vizigoti, a Ostrogoti su ih slijedili 486. godine.
Uslijedio je katastrofalni potres 518. godine. No, grad Duklja obnovljen je 536. u vrijeme cara Justinijana I. Velikog.
Od 620. godine grad Duklju napadaju Slaveni koji su je vremenom osvojili i pretvorili je u svoj politički i gospodarski centar.
Povijesni izvori bilježe da je u 9. stoljeću grad Duklja i dalje postojao.
Ljetopis popa Dukljanina, nastao koncem 12. stoljeća, izvješćuje kako se u gradu Duklji okrunjuju posljednji kraljevi Dukljanskoga kraljevstva iz prve povijesne crnogorske dinastije Vojislavljevića.

## Arheološka istraživanja
U drugoj polovici 19. stoljeća otpočela su arheološka iskopavanja na lokalitetu grada Duklje.
Pozornost svjetske javnosti pobudilo je otkriće ranokršćanske Podgoričke čaše 1873. godine koja se danas nalazi u Ermitažu u Sankt Peterburgu.
Po nalogu crnogorskog knjaza Nikole I. Petrovića, ruski znanstvenik Pavle Rovinski od 1890. do 1892. godine obavljao je iskopavanja.
Od 1893. godine iskopavanja lokaliteta grada Duklje obavljao je engleski arheolog M. Moonro.
Godine 1913. godine talijanski arheolog Piero Sticotti objavio u Beču do sada najkompletniju monografiju o gradu Duklji koja je 1999. godine prevedena na crnogorski i tiskana u izdanju Matice crnogorske.
Istraživanja su nastavljena poslije Drugog svjetskog rata u razdoblju od 1954. do 1962. godine, kad se radilo više na istraživanju nekropola nego na otkopavanju arhitekture grada. Lokalitet ni danas nije u cijelosti istražen.

## Vanjske poveznice
- Piero Sticotti: "Rimski grad Doclea u Crnoj Gori", Beč, 1910. - Podgorica, 1999. (odlomak) (crnogorski)
- O arheološkim istraživanjima na lokalitetu grada Duklje (crnogorski)